# Поспелов, Глеб Геннадьевич
Глеб Генна́дьевич Поспе́лов (11 января 1930, Москва — 27 октября 2014, там же) — советский и российский искусствовед, историк искусства. Доктор искусствоведения, профессор, заслуженный деятель искусств Российской Федерации. Специалист по русскому искусству XVIII—XX веков, исследователь русского авангарда.

## Биография
Глеб Поспелов родился 11 января 1930 года в семье филолога, профессора Московского университета Геннадия Николаевича Поспелова (1899—1992) и преподавателия пения средней школы Веры Александровны Токаревой (1902—1994). Прадед по отцовской линии Иван Григорьевич Поспелов (1821—1910) — протоиерей Костромского кафедрального собора, известный церковный писатель, дед — Николай Иванович (1864—1958), преподаватель литературы в Тульской губернии, автор учебника по литературе для 8-го класса средней школы, который выдержал 14 изданий. Дядя по матери — этнограф С. А. Токарев (1899—1985).
Учился в художественной школе, в 1954 году окончил искусствоведческое отделение исторического факультета МГУ имени М. В. Ломоносова.
В 1955—1957 годах учился в аспирантуре Института истории искусства АН СССР (научный руководитель В. Н. Лазарев), одновременно читал спецкурсы и вел просеминары на кафедре теории и истории искусства МГУ. С 1958 года младший научный сотрудник в Институте искусствознания. В 1964 году защитил кандидатскую диссертацию «О. А. Кипренский и русский портретный рисунок начала XIX века».
В 1983 году защитил диссертацию на соискание степени доктора искусствоведения по теме: «Московская живопись 1910-х годов и городской фольклор», но защита не была утверждена ВАК по идеологическим причинам. В 1991 году повторно защитил докторскую диссертацию по теме: «Бубновый валет. Примитив и городской фольклор в московской живописи 1910-х годов».
Заведующий отделом русского искусства и архитектуры XVIII—XX веков Государственного института искусствознания Министерства культуры РФ.
Один из ведущих специалистов по творчеству Михаила Ларионова и Натальи Гончаровой. Соустроитель нескольких выставок Ларионова и Гончаровой в России и за рубежом (в частности, в Центре Помпиду в 1995 и в ГТГ в 2000). В 1987—1988 годах участвовал в процедуре приёма художественного наследия Ларионова во Франции, завещанного художником российским музеям.
Автор более 140 научных публикаций. Принимал участие в редактировании и написании глав 13-томной «Истории русского искусства», а также VI тома «Очерков русской культуры XIX века». Владел французским и немецким языками.
Член Ассоциации искусствоведов (АИС) и Союза художников России
Умер 27 октября 2014 года. Похоронен на Востряковском кладбище.

### Семья
- Жена — Мария Александровна Реформатская (р. 1938) — советский и российский искусствовед[2].
- Дети:
  - Пётр (1962—2023) — музыкальный критик, композитор[2].
  - Екатерина (р. 1967) — автор оперных либретто, театральный режиссёр «Новой оперы»[2], блогер, автор книг.
- Сестра — Татьяна Геннадьевна Поспелова[5] (р. 1935), музыковед.

## Награды и звания
- Заслуженный деятель искусств РФ[1]